# Värdshuset Vita Hästen (film, 1964)
Värdshuset Vita Hästen (danska: Sommer i Tyrol) är en dansk operett-komedifilm från 1964 i regi av Erik Balling. Filmen är baserad på operetten Vita Hästen. Huvudrollen spelas av Dirch Passer. Filmen blev en av 1960-talets största danska filmsuccéer.

## Rollista i urval
- Dirch Passer - Leopold Ulrik Joackim Brantmeyer
- Susse Wold - Josepha Gabriela Maria Vogelhuber
- Ove Sprogøe - Sigismund Sülzheimer
- Karl Stegger - fabrikör Julius Müller
- Lone Hertz - Klara Müller
- Peter Malberg - kejsar Franz Joseph
- Jan Priiskorn-Schmidt - ung servitör
- Gyda Hansen - Lena
- Paul Hagen - fotograf Schmidt
- Elith Foss - borgmästaren
- Ole Monty - reseguide